# Escatologia

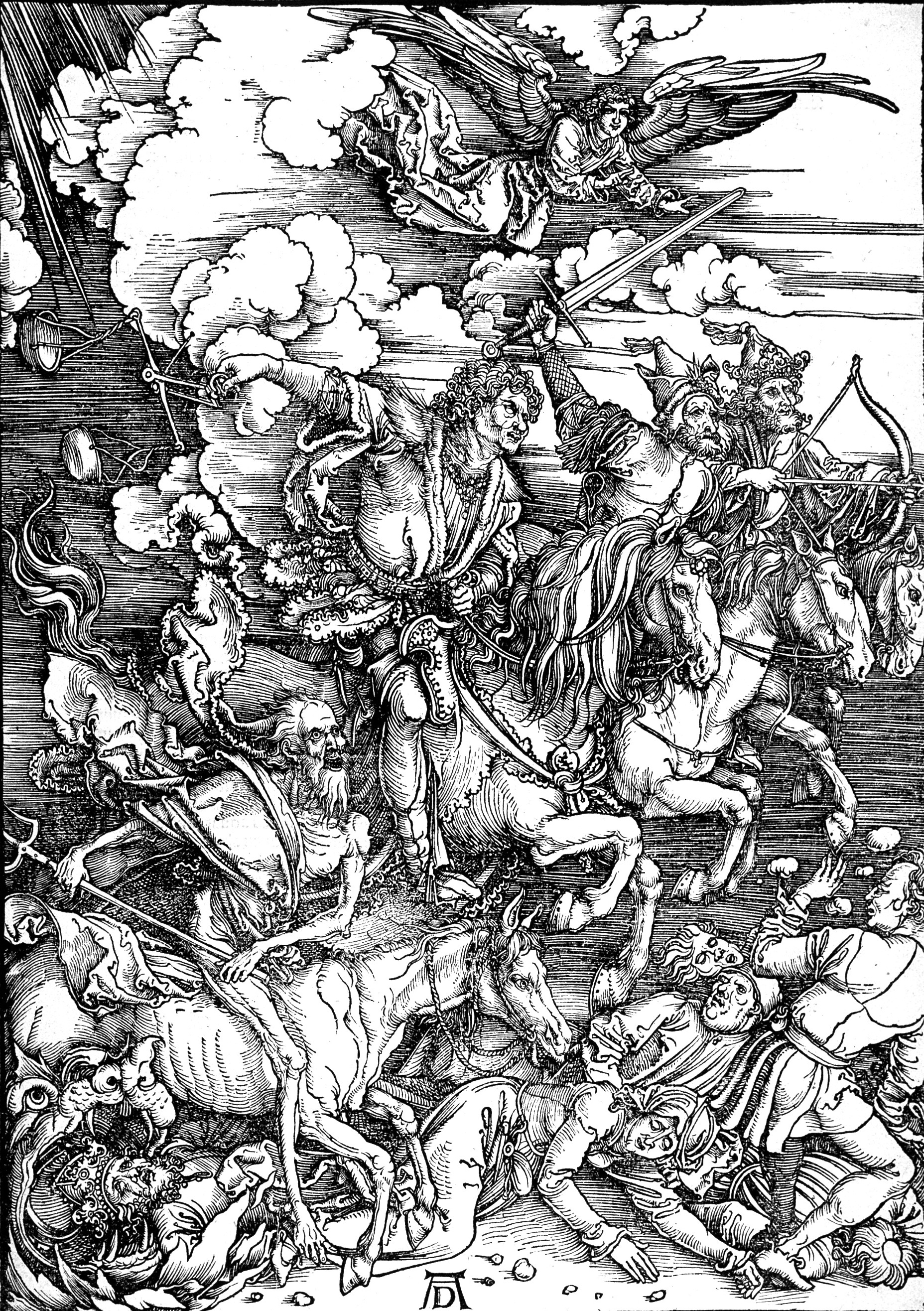
Albrecht Dürer - Quatro Cavaleiros do Apocalipse

Escatologia (do grego antigo εσχατος, "último", mais o sufixo -λόγια, "estudo") é uma parte da teologia e filosofia que trata dos últimos eventos na história do mundo ou do destino final da espécie humana, comumente denominado como fim do mundo. Em muitas religiões, o fim do mundo é um evento futuro profetizado no texto sagrado ou no folclore. De forma ampla, escatologia costuma relacionar-se com conceitos tais como Messias ou Era Messiânica, a pós-vida, e a alma.

## Conceito de várias religiões
A maioria das religiões monoteístas ocidentais tem uma doutrina que prega que seus membros 'escolhidos' ou 'valorosos' de uma fé verdadeira irão ser poupados ou livrados do julgamento prometido e da fúria de Deus. Eles serão conduzidos para o paraíso antes, durante ou após isto dependendo do cenário do fim do mundo para que eles estejam esperando. Outras religiões politeístas também possuem conceitos de um destino individual após a morte ou um ciclo de renascimentos, sendo que algumas também apresentam a ideia de uma abrupta transformação da situação colectiva da humanidade.

## Cristianismo
Jesus Cristo, conforme registrado nos Evangelhos de Mateus, capítulos 24 e 25, Marcos, capítulo 13 e Lucas, capítulo 21, teceu considerações extensas sobre aquilo que ensinou ser a sua próxima vinda ou "parúsia" bem como o "fim do mundo". No entanto, afirmou que mais ninguém além de Deus sabia quando isso viria a acontecer. As palavras gregas syntéleia e aión que dão origem à expressão fim do mundo em algumas traduções da Bíblia, são no entanto vertidas por outras expressões por diferentes tradutores. Tomando como exemplo o versículo de Mateus 24:3, Versão Corrigida e Fiel, reza:
"E, estando assentado no Monte das Oliveiras, chegaram-se a ele os seus discípulos em particular, dizendo: Dize-nos, quando serão essas coisas, e que sinal haverá da tua vinda e do fim do mundo?"
Assim, para muitos comentadores bíblicos, esta expressão permite conceber um fim definitivo para o planeta Terra, junto com todo o seu conteúdo. Em contraste, para vários outros, o que realmente chegará ao fim é uma "era" e não a terra literal e seus habitantes, visto que aión é diferente de kósmos, palavra que em geral designa o mundo da humanidade. Também, as palavras "conclusão", "consumação" ou "terminação" são traduções mais precisas da palavra grega syntéleia, que é diferente de telos, usualmente traduzida por fim ou fim completo.
Alguns cristãos no Século I d.C. acreditavam que o fim do mundo ou das eras, como consequência da segunda vinda de Cristo, ocorreria durante as suas vidas. À base dos conselhos que o apóstolo Paulo deu aos cristãos em Tessalônica, percebe-se que alguns argumentavam que a volta de Jesus era iminente e que tais especuladores pregavam ativamente essa sua teoria. Parece que alguns até mesmo usavam isso como desculpa para não trabalhar para o seu próprio sustento. O apóstolo Paulo alertou então:
"Agora, irmãos, quanto à vinda de nosso Senhor Jesus Cristo e ao nosso encontro com ele, pedimos a vocês o seguinte: não se deixem perturbar tão facilmente! Nem se assustem, como se o Dia do Senhor estivesse para chegar logo, mesmo que isso esteja sendo veiculado por alguma suposta inspiração, palavra, ou carta atribuída a nós." (II Tessalonicenses 2:1–2) - Bíblia Pastoral da Editora São Paulo, 1993
No entanto, alguns anos mais tarde, a carta atribuída ao Apóstolo Pedro, continha o seguinte alerta:
"Amados, esta é, agora, a segunda epístola que vos escrevo; em ambas, procuro despertar com lembranças a vossa mente esclarecida, para que vos recordeis das palavras que, anteriormente, foram ditas pelos santos profetas, bem como do mandamento do Senhor e Salvador, ensinado pelos vossos apóstolos, tendo em conta, antes de tudo, que, nos últimos dias, virão escarnecedores com os seus escárnios, andando segundo as próprias paixões e dizendo: Onde está a promessa da sua vinda? Porque, desde que os pais dormiram, todas as coisas permanecem como desde o princípio da criação." (II Pedro 3:1–4), Versão Revista e Atualizada
As palavras concludentes do último livro da Bíblia, Revelação ou Apocalipse, expressam a esperança cristã da vinda de Cristo e da consequente consumação dos tempos, com as seguintes palavras:
"Aquele que atesta essas coisas, diz: 'Sim! Venho muito em breve.' Amém! Vem, Senhor Jesus!" (Apocalipse 22:20) - Bíblia de Jerusalém, nova edição revista e ampliada, 2002
Com base nesta esperança do segundo advento de Jesus Cristo, várias denominações cristãs vieram a desenvolver os seus conceitos, sendo que alguns deles são divergentes, conforme se poderá observar na análise comparativa das suas doutrinas.

### Escolas de interpretação
Existem pelo menos três grandes correntes de interpretação das profecias bíblicas escatológicas dentro do cristianismo:
1. Preterismo: as profecias se cumpriram no passado, tendo pouca ou nenhuma relevância na vida dos seres humanos;
2. Futurismo: o cumprimento se dará num futuro distante, sem que as pessoas saibam quando, como e o que realmente acontecerá.
3. Historicismo: os eventos proféticos, descritos literal ou simbolicamente, ocorrem com o passar do tempo e são históricos, podendo ser interpretados de expressões-chave contidas na profecia.[1]

Os principais tópicos abordados dentro da escatologia são:

##### A Vinda de Cristo
Este é o tópico central do estudo das profecias Bíblicas. Neste tópico é abordado de forma sistemática o assunto da volta de Cristo. O objetivo deste tópico é mostrar aos servos do Senhor, que eles devem sempre estar alerta, vigilantes, e em comunhão, pois a volta de Jesus pode acontecer a qualquer momento.

##### Os Sinais da Vinda de Cristo
Neste tópico da escatologia, é mostrado quais são os sinais que antecedem, e evidenciam a vinda de Cristo. Estes sinais evidenciam a vinda de Cristo, pois são sinais que foram preditos pela Bíblia.

##### As 70 Semanas De Daniel
Dentro da escatologia, este é outro assunto muito importante. Neste tópico a escatologia busca interpretar de forma clara, a profecia das setenta semanas em Daniel 9:20-27.

##### O arrebatamento da Igreja
Neste tópico, é tratado sobre a Reunião da Igreja com Cristo nos ares, onde aqueles que estiverem dormindo serão ressuscitados primeiro, e os que estiverem vivos serão arrebatados (1 Tes 4:16-17)

##### O Tribunal de Cristo
Neste tópico da escatologia é falado sobre como todos os crentes, já transformados e com um corpo incorruptível, vão comparecer perante o Tribunal de Cristo (cf. 2 Co 5:10; 1 Co 1:8). Não se trata de julgamento para condenação, mas sim, para recompensas. Será neste momento que cada cristão receberá galardão por suas obras.

##### As Bodas do Cordeiro
Aqui será falado sobre o casamento de Cristo com sua Noiva, a Igreja.

##### A Grande tribulação
Neste tópico é falado sobre o cumprimento da última semana da profecia de Daniel, onde o mundo passará por uma grande e terrível tribulação. Neste período será levantado o Anticristo como governante mundial.

##### Milénio
Neste tópico da escatologia, é tratado sobre o período de mil anos registrado em Apocalipse 20:1-6. Alguns reconhecem a literalidade do período. No entanto, outros procuram interpretar este período como sendo metafórico.

##### O Juízo Final
Neste tópico, a escatologia trata sobre o grande julgamento do trono branco (Ap 20:11-15), onde grandes e pequenos terão de comparecer diante do Grande Juiz, Deus.

##### Novos Céus e Nova Terra
Neste tópico é tratado a eternidade dos Santos com Deus no Novo Céu e na Nova Terra.

### Catolicismo

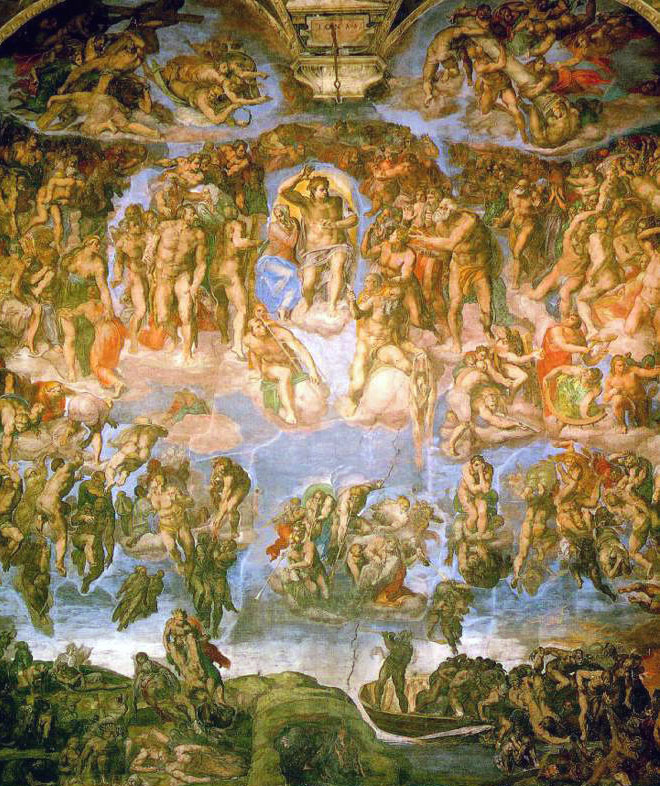
O Juízo Final – Afresco na Capela Sistina por Michelangelo.

Em 130 d.C. Justino, o Mártir acreditava que Deus estaria a atrasar o fim do mundo porque desejava que o Cristianismo se tornasse uma religião mundial. Por volta do Século III a maioria dos professos cristãos acreditava que o fim dos tempos ocorreria depois de suas mortes. Em 250 d.C. Cipriano, Bispo de Cartago, escreveu que os pecados dos cristãos eram um prelúdio e prova de que o fim dos tempos estava próximo. Alguns, recorrendo às Tradições Judaicas, fixaram o fim das eras na Sexta Idade do Mundo. Usando este sistema, o fim foi anunciado para 202 d.C. mas, quando esta data passou, foi fixada uma nova data. Na época de Clóvis I, considerado o fundador da França e que se converteu ao catolicismo após ser entronizado como rei em 481 d.C., alguns escritores católicos haviam apresentado a ideia de que o ano 500 d.C. marcaria o fim do mundo. Depois de 500 d.C., a importância e a expectativa da vinda do fim do mundo ou das eras como parte dos fundamentos do Cristianismo foi marginalizada e gradualmente abandonada. Apesar disso, surgiu um temporário reavivamento dos temores relacionados com o fim dos tempos com a aproximação do milésimo ano do nascimento de Cristo. Muitos acreditavam na iminência do fim do mundo ao se aproximar o ano 1000. Segundo consta, as atividades artísticas e culturais nos mosteiros da Europa praticamente cessaram. Eric Russell observou no seu livro "Astrology and Prediction": "'Em vista da proximidade do fim do mundo’ era uma expressão muito comum nos testamentos validados durante a segunda metade do Século X."
Para muitos católicos hoje em dia, expressões tais como "Juízo Final", "Dia do Juízo" ou "fim do mundo" suscitam visões dum ajuste de contas final e da destruição da Terra. Sob o cabeçalho "Fim do Mundo", o conceituado "Dictionnaire de Théologie Catholique" (Dicionário de Teologia Católica), declara: "A Igreja Católica crê e ensina que o mundo atual, assim como Deus o fez e assim como é, não durará para sempre. Todas as criaturas visíveis feitas por Deus no decorrer das eras[...] deixarão de existir e serão transformadas numa nova criação." Também, o católico "Dictionary of Biblical Theology" (Dicionário de Teologia Bíblica) exalta a criação como "a bondade de Deus", e, como "uma verdadeira obra de arte", mas prossegue descrevendo como os elementos literais, físicos, experimentarão uma "total inversão, mediante uma súbita volta ao caos".
No entanto, muitos outros católicos rejeitam a ideia do "fim do mundo", sendo que para eles, a expressão apenas indica um estado de mudança das atuais condições do mundo para condições novas, tal como o mundo já teria sofrido outras metamorfoses no passado. Interpretam a passagem do Evangelho de João, no capítulo 14, versículo 12: "Em verdade, em verdade vos digo: aquele que crê em mim fará também as obras que eu faço, e fará ainda maiores do que estas, porque vou para junto do Pai." como um sinal de constante desenvolvimento e aperfeiçoamento infinito do homem.

#### O que diz o Compêndio do Catecismo da Igreja Católica
A escatologia preocupa-se mais com o fim do mundo e com o destino colectivo da humanidade do que com o destino individual das almas após a sua morte. Acerca disso, o Compêndio do Catecismo da Igreja Católica (CCIC) ensina que ocorrerá um Juízo final nos últimos momentos que precedem ao fim do mundo, "do qual só Deus conhece o dia e a hora". Mesmo antes disso, Jesus Cristo, que também "verdadeiramente ressuscitou dos mortos e vive para sempre", ressuscitará toda a humanidade, dando, mais concretamente, uma nova vida, mas desta vez imortal, para todos os corpos que pereceram. Neste momento, todas as almas, quer estejam no Céu, no Purgatório ou no Inferno, regressarão definitivamente aos seus novos corpos.
Assim sendo, toda a humanidade reunir-se-á diante de Deus, mais concretamente de Jesus, que irá regressar triunfalmente à terra "como juiz dos vivos e dos mortos". Ele confirmará o julgamento realizado nos inúmeros juízos particulares e permitirá consequentemente que o corpo ressuscitado possa "participar na retribuição que a alma teve no juízo particular". Esta retribuição consiste na "vida bem-aventurada" e santa (para os que estão no Céu ou no Purgatório) ou "na condenação eterna" (para os que estão no Inferno).
Depois do juízo final, dá-se finalmente o fim do mundo. O antigo mundo, que foi criado no início por Deus, é "libertado da escravidão" do pecado e transformado nos "«novos céus e na nova terra» (2 Ped 3,13)". Neste novo estado de coisas, é também "alcançada a plenitude do Reino de Deus, ou seja, a realização definitiva do desígnio salvífico de Deus de «recapitular em Cristo todas as coisas, as do céu e as da terra» (Ef 1,10)". Nesse misterioso Reino, onde o mal é inexistente, os santos (ou salvos) gozarão a sua felicidade eterna e "Deus será «tudo em todos» (1 Cor 15,28), na vida eterna", formando assim uma grande família e comunhão de amor. Os condenados ou ímpios (maus) viverão para sempre no "fogo eterno" e afastados do Reino de Deus.

### Santos dos Últimos Dias
Os membros da Igreja de Jesus Cristo dos Santos dos Últimos Dias acreditam que Jesus Cristo, O Criador, irá aparecer antes de sua Segunda Vinda a líderes e membros da Igreja que viveram em várias eras. Essa aparição ocorrerá em Jackson County, Missouri, Estados Unidos. Posteriormente, na Segunda Vinda propriamente dita, se estabelecerá em Jerusalém e dirigirá uma era de mil anos de paz chamada de Milênio, quando Satanás irá ser banido. No fim do Milênio, Satanás será solto e a terra entrará em uma guerra, a qual irá destruir o mundo inicialmente com fogo, limpando a terra do mal. Todos os membros fiéis da igreja SUD e todos os de coração quebrantado serão salvos da destruição e cada homem ou mulher que já viveu na Terra, vivo ou morto, será ressuscitado, ou posto em um estado de imortalidade.
O Julgamento Final que irá ocorrer no final de tudo, irá separar todas as pessoas em três reinos divinos: o Reino Celestial, o Reino Terrestre, e o Reino Telestial. No livro Doutrina e Convênios, Joseph Smith Jr., autor principal do livro e o primeiro profeta e líder da Igreja de Jesus Cristo dos Santos dos Últimos Dias, classificou metaforicamente estes reinos em níveis de glória; sol, a lua, e as estrelas. O sol dá origem a brilho, e se relaciona a glória do reino celestial, o qual é para aqueles que obedecem a todos os mandamentos, vivem de forma justa, e receberam as ordenanças do evangelho. A lua, o segundo em ordem de brilho, se relaciona com o Reino Terrestre, o qual é para aqueles que foram corretos em certo sentido, mas não obedeceram constantemente a cada mandamento e/ou não receberam as ordenanças do evangelho. As estrelas, sendo as menos brilhantes, se relacionam ao Reino Telestial, para aqueles que não foram corretos, significando aqueles que constantemente não obedeceram aos mandamentos. Um pequeno grupo de pessoas, as quais ele chama Filhos da Perdição, irão para onde Satanás será enviado, lugar denominado Trevas Exteriores. Uma destas pessoas foi Caim, do relato de Caim e Abel livro do Gênesis.

### Testemunhas de Jeová
As Testemunhas de Jeová acreditam que a Terra jamais será destruída, segundo o que a bíblia diz nos versículos bíblicos tais como Eclesiastes 1:4, Isaías 45:18 e Salmos 37:29. Ensinam que o propósito de Deus é que o planeta se encha de humanos e que, portanto, a expressão "fim do mundo", ou "fim do sistema de coisas" conforme a versão da Bíblia que usam e todas as outras versões da Bíblia ; refere-se à ocasião em que Deus, através do seu Filho Jesus Cristo, estabelecerá um reino ou governo global, eliminando todos os outros governos humanos.

### Cristianismo Ortodoxo
A doutrina do cristianismo sofreu variações pelo tempo. Desde os tempos do Antigo Testamento, que o povo judeu ouvia dos profetas que haveria , em um futuro, ou um fim de todos os males, em que Deus castigaria os injustos. já no Novo Testamento, Jesus mesmo faz menção deste tempo (kairoi). Ou seja, haveria um (eschaton-kairos).
Diferenças na interpretação, tem se dividido entre os estudiosos. Isto se deu bem no tempo de Jesus Mt 16.1-4, de Paulo At 17.17,18. Segundo Bultmann, Jesus esteve de acordo com os escribas de seu tempo, em observar a lei. Mt 19.16-22.
Desde o primeiro século dominou-se entre os apóstolos o desejo de entender o antigo testamento. Contudo o método alegórico eram praticados por Clemente de Alexandria, Orígenes e Santo Agostinho.
Já na escola de Antioquia, havia grupos que tentaram evitar o letrismo e a alegoria que havia em Alexandria.
No século XII, surgiu Nicolau de Lyra que trouxe um significado importante do literal. Foi desta obra que Lutero se abrilhantou, e muitos creem que foi esta obra que influenciou-o à reforma (1517). Dai surgiu Calvino, e com ele surgiu grandes princípios para a interpretação moderna. Foi dentro desta época que surgiram várias escolas especializadas em "escatologia", cada uma com suas interpretações:

#### Pré-milenarismo
Creem que Jesus arrebatará a sua igreja antes dos mil anos, e após o arrebatamento a terra passará pelo período da grande tribulação em que os judeus vão ser duramente perseguidos junto com os remanescentes que ficarem. Esta posição foi adotada por Agostinho, despopularizado em tempos futuros e revitalizado com a volta dos judeus a terra da palestina. Atualmente esta escola se tornou sinônimo do dispensacionalismo, mas há uma discordância entre os pré-milenaristas clássicos e os dispensacionalistas.

#### Pós-milenarismo
Creem que através da evangelização, o mundo finalmente será de Cristo. Cristo voltará a terra no fim do milênio.
Surgiu com as grandes missões do século XVIII e XIX, porém com as Grandes Guerras Mundiais e a percepção de que a humanidade não progrediu com a mensagem do Evangelho diminuiu o número de adeptos desta vertente escatológica.

#### Amilenarismo
Aqui o milênio é simbólico, e o tempo se refere à primeira e à segunda vinda de Cristo, nada aqui é literal. É a escola mais antiga que surgiu, tendo existido desde os primórdios da igreja cristã.

## Budismo
Buda predisse que seus ensinamentos irão desaparecer depois de 500 anos. De acordo com Sutta Pitaka, as dez normas de conduta moral irão desaparecer e as pessoas irão seguir os dez conceitos imorais do roubo, violência, mentira, difamação, adultério, conversa ociosa e abusiva, desejos de cobiça e maldade, ambição desenfreada, e perversão sexual que resultariam no aumento da miséria espiritual e no fim das leis seculares da verdade de darma
Em termos budistas, o conceito básico da salvação é a libertação das leis do karma e samsara, bem como chegar ao Nirvana. Os textos budistas dizem que é impossível descrever ou explicar o que é o Nirvana, podendo apenas ser vivenciado. Não é um céu, para onde a pessoa vai após a morte, mas sim uma consecução que está ao alcance de todos, aqui e agora. Afirma-se que a própria palavra significa "apagar, extinguir". Assim, alguns definem o Nirvana como a cessação de toda paixão e desejo; uma existência isenta de todo sentimento sensorial, como a dor, o medo, a ânsia, o amor ou o ódio; um estado de eterna paz, descanso e imutabilidade. Essencialmente, diz-se ser a cessação da existência individual.

## Hinduísmo
As profecias tradicionais dos Hindus, tal como são descritas nos Puranas e em vários outros textos Hindus, dizem que o mundo deverá cair no caos e degradação. Haverá então um rápido influxo de perversidade, inveja e conflito, e este estado foi descrito como:
"Quando o estelionato, letargia, apatia, violência, desânimo, tristeza, desilusão, medo e superação da pobreza... quando o homem, preenchido com este conceito, considerar a si próprio um igual com o Brahma... esta é o Kali Yuga."
Isto é seguido pela manifestação do décimo e futuro avatar. Deus deverá manifestar-se como Avatar Kalki. Ele é "retratado como um jovem magnífico cavalgando num grande cavalo branco com uma espada semelhante a um meteoro fazendo chover morte e destruição por todos os lados" (Religiões da Índia, em inglês) "A sua vinda restabelecerá a justiça na terra, e a volta de uma era de pureza e inocência." (Dicionário do Hinduísmo, em inglês). Avatar Kalki irá estabelecer a ordem sobre a terra e a mente das pessoas tornar-se-á pura como um cristal. Como um resultado disto, o Sat ou Krta Yuga (idade dourada) será restabelecida.

## Islamismo
No Islamismo, existe a crença que no Dia do Juízo, Deus irá ressuscitar e julgar os mortos, mandando os justos para o Céu e os que não mostrarem arrependimentos de suas maldades para o Inferno. As origens históricas da escatologia Islâmica parecem ser bem similares à Cristã, visto que Maomé ensinou aos seus companheiros, que alguns deles iriam ver o fim das coisas no decorrer de suas vidas, tal como se entende que Jesus ensinou a seus discípulos.

## Judaísmo
No Judaísmo, o fim do mundo é chamado de acharit hayamim (fim dos dias). Eventos tumultuosos abalarão a velha ordem do mundo, criando uma nova ordem na qual Deus é universalmente reconhecido como a nova lei que organiza tudo e todos. Uma das sagas do Talmud diz "Deixe o fim dos dias chegar, mas eu não devo estar vivo para presenciá-lo", porque os vivos na ocasião serão submetidos a tais conflitos e sofrimentos.
O Talmud, no folheto Avodah Zarah, página 9A, estabelece que o mundo como o conhecemos somente irá existir por seis mil anos. O calendário judaico tem seu início determinado pela hipótese que o tempo começou na Criação da alma de Adão por Deus, conforme relatado no Gênesis. Muitas pessoas (nomeadamente judeus conservadores e alguns cristãos) acreditam que os anos da Torah, ou Bíblia Judaica, devem ser considerados simbólicos. De acordo com antigos ensinamentos judaicos, atualmente ministrados por judeus ortodoxos, os anos relatados são consistentes com a passagem das eras, com 24 horas por dia e uma média de 365 dias por ano. Tal conclusão foi alcançada após realizarem-se as apropriadas calibrações, considerando a incongruência entre o calendário lunar e o calendário solar, já que o calendário judaico é baseado em ambos. O ano de 2006 equivale, assim, a 5766 anos desde a Criação, no calendário judaico. Portanto, de acordo com o cálculo, o fim do mundo, pelos preceitos judaicos, ocorrerá em 30 de setembro de 2239.
De acordo com essa tradição, o fim do mundo irá presenciar os seguintes eventos:
1. Reunião dos judeus exilados na terra geográfica de Israel .
2. Derrota de todos os inimigos de Israel.
3. Construção do terceiro Templo de Jerusalém e a restauração dos sacrifícios e serviços nele.
4. Revitalização dos mortos ou ressurreição.

Depois do ano 6000 (no calendário judeu), o sétimo milênio será uma era de santidade, tranquilidade, vida espiritual e paz mundial, conhecida como o Olam Haba (mundo futuro), durante o qual todas as pessoas conhecerão a Deus diretamente. A festividade judaica do Rosh Hashanah tem muitos aspectos em comum com a crença islâmica de Qiyamah.
No Judaísmo, contudo, o relato do fim dos dias é muito pouco claro, sem se referir a quando tais eventos ocorrerão. Por exemplo, não se esclarece com precisão se o fim dos dias irá ocorrer antes, durante ou depois do ano 6000. Muito depende da forma como se interpreta a lei judaica. Alguns também afirmam que estes eventos tumultuados trarão dificuldades espirituais, tais como a imortalidade.

## Zoroastrismo
A doutrina de Zaratustra (Zoroastro) é escatológica. De acordo com os seus preceitos, o mundo duraria doze mil anos. No fim de nove mil anos, ocorreria a segunda vinda de Zaratustra como um sinal e uma promessa de redenção final dos bons. No final dos tempos haveria o julgamento derradeiro de todas as almas e a ressurreição dos mortos.